# 花讌春
花讌春（1802年—？），字次江，號秋實，贵州貴築（今贵阳）人，清朝政治人物，進士出身。

## 生平
江西布政使花杰次子。雲南按察使花詠春之弟。道光十三年（1833年）登癸巳科第二甲三十二名進士，選庶吉士，散館改刑部主事，官至禮部員外郎。